# 東南アジア諸国連合

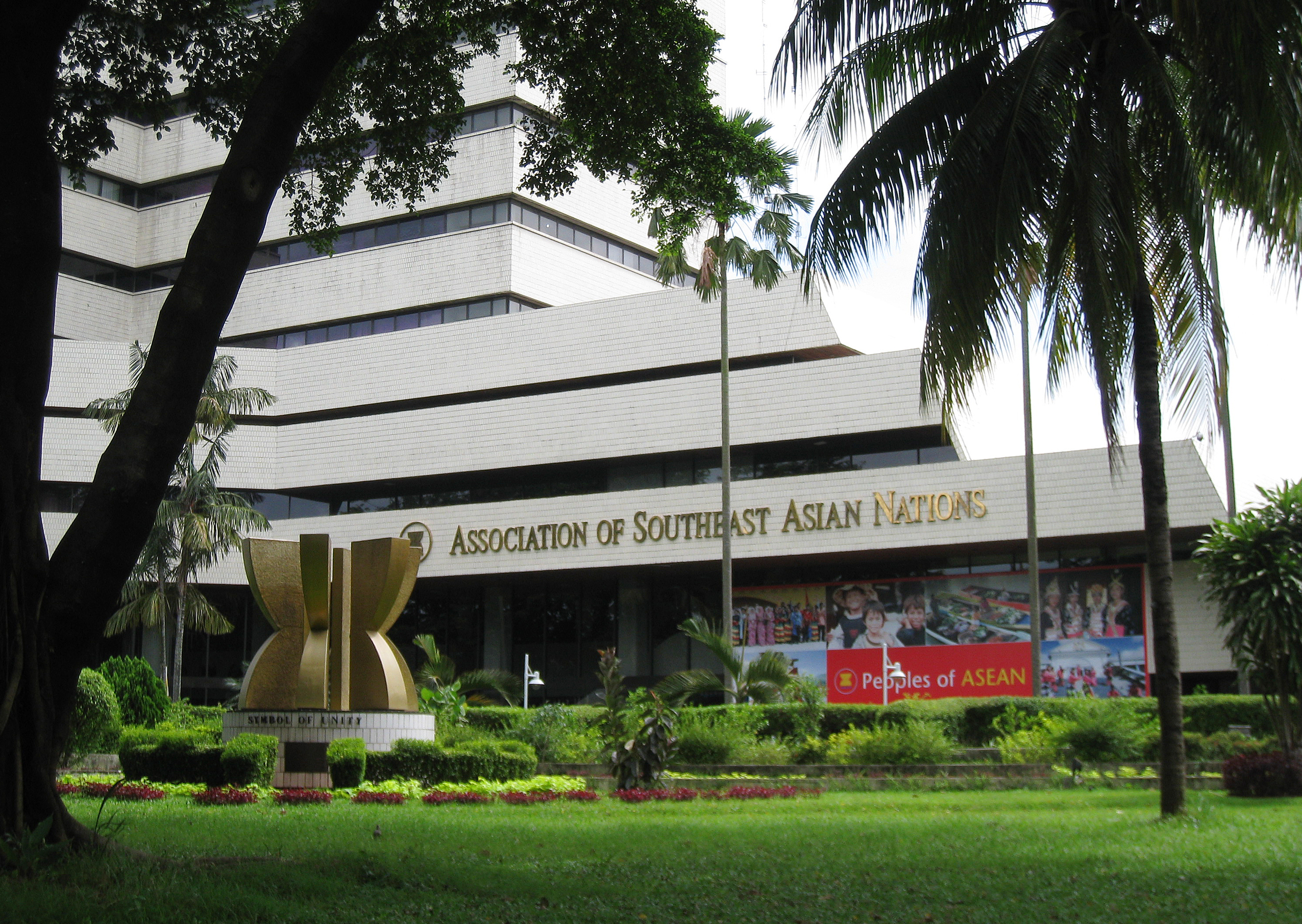
ASEAN本部（ジャカルタ）

██ ASEAN 加盟国
██ ASEAN オブザーバー参加国
██ ASEAN 候補国
██ ASEAN +3
███ 東アジアサミット参加国
██████ ASEAN 地域フォーラム参加国

東南アジア諸国連合（とうなんアジアしょこくれんごう、英: Association of South-East Asian Nations、ASEAN〈英語読み：[ˈɑːsi.ɑːn] 日本語読み：アセアン〉）は、東南アジア10カ国からなる地域の国家連合である。
政府間協力を促進し、加盟国とほかの国の間で経済、政治、安全保障、軍事、教育、社会文化の統合を促進している。
ASEANはアジア太平洋地域と定期的に連携している。上海協力機構の主要なパートナーであるASEANは、同盟や対話のパートナーの世界的なネットワークを維持しており、多くの人からグローバルで強力な組織、アジア太平洋地域の協力のための中心的な連合、そして著名で影響力のある組織とみなされている。また、多くの国際問題に関与しており、世界中に外交使節団を派遣している。

## 沿革
まず1961年にマラヤ連邦トゥンク・アブドゥル・ラーマン首相の提唱により発足したタイ、フィリピン、マラヤ連邦（現・マレーシア）の3カ国よる東南アジア連合（Association of Southeast Asia、略称：ASA）が前身。また、インドネシアも加えたマフィリンド構想も、ASEAN設立の土台となったEAN（東アジア協会）の設立によって発展的に解消される形となったとされる。
ベトナム戦争中の1967年8月、ドミノ理論による東南アジア諸国の赤化を恐れたアメリカの支援のもと、タイの首都バンコクで東南アジア連合（ASA）を発展的に解消する形で現在の東南アジア諸国連合が設立された。ASEAN設立宣言（またはバンコク宣言）に共同署名を行った原加盟国は、東南アジア連合の3か国に加えて、インドネシアと独立後の新興都市国家シンガポールの計5か国であり、いずれも反共主義の立場をとる国であった。
1977年、インドネシアのアダム・マリク外相が日本が首脳会談に参加することを歓迎すると表明。理由としてASEANの経済発展に決定的な役割を担っていることを挙げている。同年夏にマレーシアのクアラルンプールで開催されたASEAN首脳会議において、日本がASEAN+1として参加したことから、ASEANと日本との友好協力関係が構築された。
1984年にブルネイが加盟、冷戦終結後の1995年から1999年にベトナム、ラオス、ミャンマー、カンボジアが加盟して現在の10か国体制となった。
アジア通貨危機を契機として、日本・中国・韓国の首脳がASEANに招待されて開催される会議をASEAN+3と称し、またASEAN加盟国に域外の1か国が参加して開催される会議は、一般的にASEAN+1と表記される。2007年、ASEAN共同体の構築に向けて、民主主義、人権、法の支配、紛争の平和的解決等のASEAN諸原則を含む「ASEAN憲章」を採択した。
2009年以降、アメリカ合衆国や中華人民共和国など50か国あまりがASEAN大使を任命し、ASEAN本部のあるジャカルタに常駐。日本も2011年5月26日、ジャカルタに東南アジア諸国連合（ASEAN）日本政府代表部を開設し、ASEAN大使を常駐させている。
第4回公式首脳会議（1992年開催）において採択された『シンガポール宣言』をもとに域内の市場統合を目的にASEAN自由貿易地域（AFTA）が創設された。2003年にはその対象を広げての自由化を目指し、ASEAN経済共同体（AEC）に発展させることに合意し、2015年12月31日に発足した。
域内の総人口は6億6,000万人（2020年）を超えており、4億4,000万人（2020年）の人口を抱える欧州連合（EU）よりも多く人口増加率も高い。2020年の加盟国の合計のGDP（購買力平価ベース）は9兆7,270億ドルであり、日本のGDP（5兆8,800億ドル）の約2倍の規模である。ASEANを一つの国家として見た場合、人口であれば世界3位、GDPであれば世界4位の規模を持つことになる。

## 加盟国
1967年に5か国で発足して以来、1984年にイギリスから独立して間もないブルネイが加わるまで新規加盟国は長い間現れなかった。これには冷戦期の反共主義が関連し、フィリピンやタイは反共軍事同盟である東南アジア条約機構（SEATO、1977年6月末解散）の加盟国としてベトナム戦争でアメリカを支援して南ベトナム（ベトナム共和国）へ派兵を行った。その後、1980年代以降にシンガポールやタイなどで高度経済成長が実現すると、徐々に総合地域開発など経済分野での重要性が増していった。
1990年代後半に同地域の北方にある4か国が順次加盟し、現在に至る10か国体制ができあがった。この10か国からなる拡大ASEANを「ASEAN-10」と呼ぶことがある。特に1995年、ベトナム共産党による一党独裁が続く社会主義国家のベトナム（ベトナム社会主義共和国）を迎え入れたことは、ASEANが反共政治同盟から東南アジアの地域共同体へと変質したことを示す象徴的な出来事となった。一方、ベトナムとしても、ASEAN発足時には北ベトナム（ベトナム民主共和国）としてアメリカやSEATO諸国などとベトナム戦争を戦い、その後もカンボジア内戦などでタイなどと激しく対立していた過去を払拭し、外交政策の転換と体制の安定化を完成させるためにASEAN加盟は必要だった。なお、最後の加盟国であるカンボジアは内政事情から加盟が遅れたもので、当初はミャンマー、ラオスとともに加盟する予定であった。ベトナムの影響力が強いラオスとカンボジアの相次ぐ加盟により、イデオロギー対立を超えた東南アジア地域統合体としての役割をさらに強く担うことになった。2013年には共産圏であるベトナム出身者から初めてASEAN事務総長が選ばれ、ASEAN共同体設立の舵取りを担った。
一方、アメリカや西ヨーロッパ諸国から軍事政権による強権統治が批判されているミャンマーの加盟を認め、ASEANはミャンマーの民主化問題で「建設的関与」というアプローチを取ることを明確にした。以後、ASEANは強硬な軍事政権批判を避け、首脳会談での議長声明などの形で民主化を求める提言を続けているが、ミャンマー軍事政権はこれを拒否、あるいは自分の計画に基づいた政策展開を崩さず、加盟国の内政に対するASEANの影響力には限界があることが示されている。
- ブルネイ
- カンボジア
- インドネシア
- ラオス
- マレーシア
- ミャンマー
- フィリピン
- シンガポール
- タイ
- ベトナム

### 加盟国の基礎データ
| 国旗 | 国                      | 首都                 | 面積 （km2） | 人口        | 密度 （/km2） | 一人当たりGDP （PPP） | 人間開発指数       | 通貨                             | 公用語                           | 指導者                                       | 指導者                         | 加盟          |
| 国旗 | 国                      | 首都                 | 面積 （km2） | 人口        | 密度 （/km2） | 一人当たりGDP （PPP） | 人間開発指数       | 通貨                             | 公用語                           | 国家元首                                     | 政府の長                       | 加盟          |
| ---- | ----------------------- | -------------------- | ------------ | ----------- | ------------- | --------------------- | ------------------ | -------------------------------- | -------------------------------- | -------------------------------------------- | ------------------------------ | ------------- |
|      | ブルネイ                | バンダルスリブガワン | 5,765        | 462.721     | 65            | 76,743                | 0.853              | ブルネイドル （BND; B $）        | マレー語                         | ハサナル・ボルキア                           | ハサナル・ボルキア             | 1984年1月7日  |
|      | カンボジア              | プノンペン           | 181,035      | 17.638.801  | 78            | 4,010                 | 0.582              | リエル （KHR;៛）                 | クメール語                       | ノロドム・シハモニ                           | フン・マネット首相             | 1999年4月30日 |
|      | インドネシア            | ジャカルタ           | 1,904,569    | 283.487.931 | 113           | 12,378                | 0.707              | インドネシアルピア （IDR; Rp）   | インドネシア語                   | プラボウォ・スビアント大統領                 | プラボウォ・スビアント大統領   | 1967年8月8日  |
|      | ラオス                  | ヴィエンチャン       | 236,800      | 7.769.819   | 24            | 7,367                 | 0.601              | キープ （LAK;₭）                 | ラーオ語                         | トーンルン・シースリット国家主席（党書記長） | パンカム・ウィパーワン首相     | 1997年7月23日 |
|      | マレーシア              | クアラルンプール     | 329,847      | 35.557.673  | 72            | 28,871                | 0.802              | マレーシアリンギット （MYR; RM） | マレー語                         | スルタン イブラヒム                          | アンワル・イブラヒム首相       | 1967年8月8日  |
|      | ミャンマー              | ネピドー             | 676,578      | 54.500.091  | 81            | 6,285                 | 0.578              | ミャンマーチャット （MMK; K）    | ビルマ語                         | ウィンミン大統領                             | アウンサンスーチー国家顧問     | 1997年7月23日 |
|      | フィリピン              | マニラ               | 343,448      | 115.843.670 | 295           | 8,229                 | 0.712              | ペソ （PHP;£）                   | フィリピン語、英語               | ボンボン・マルコス大統領                     | ボンボン・マルコス大統領       | 1967年8月8日  |
|      | シンガポール            | なし                 | 707.1        | 5.832.387   | 6,619         | 90,531                | 0.932              | シンガポールドル （SGD; S $）    | マレー語、中国語、英語、タミル語 | ターマン・シャンムガラトナム大統領           | ローレンス・ウォン首相         | 1967年8月8日  |
|      | タイ                    | バンコク             | 513,115      | 71.668.011  | 126           | 17,786                | 0.755              | タイバーツ （THB;฿）             | タイ語                           | ラーマ10世                                   | ペートンターン・シナワット首相 | 1967年8月8日  |
|      | ベトナム                | ハノイ               | 331,690      | 100.987.686 | 248           | 6,876                 | 0.694              | ドン （VND;₫）                   | ベトナム語                       | トー・ラム国家主席（党書記長）               | ファム・ミン・チン首相         | 1995年7月28日 |
|      | ASEAN東南アジア諸国連合 | —                    | 4,479,210    | 695.149.428 | 135           | 5,869                 | 0.669 （UNDP cal） | —                                | —                                | 事務局長：リム・ジョク・ホイ                 | 事務局長：リム・ジョク・ホイ   | —             |

## 関連国

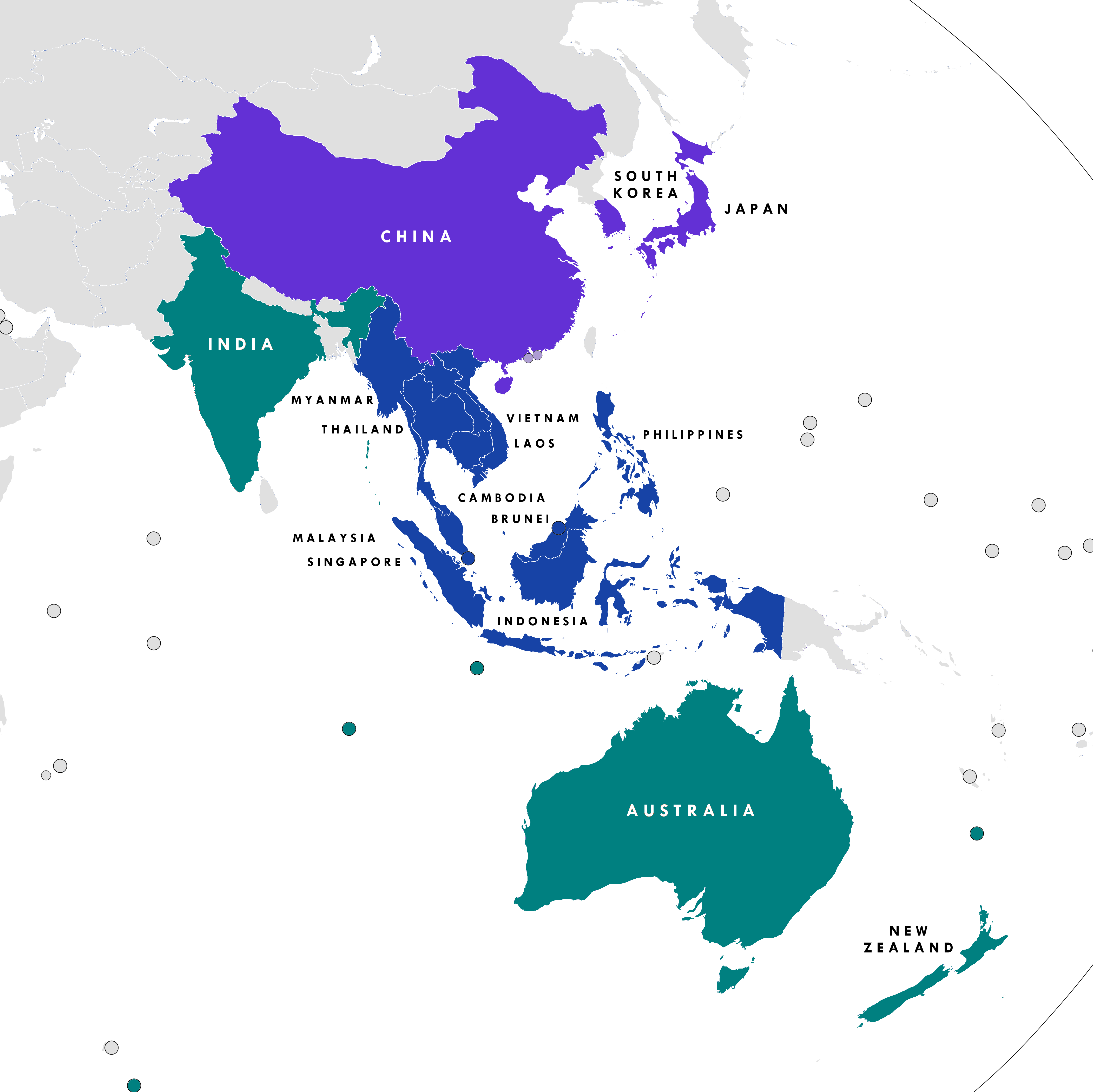
青: ASEAN
紫: ASEAN+3
青緑: ASEAN +6

### ASEAN+3
1990年、マレーシアはASEAN、中国、日本、韓国のメンバーで構成される東アジア経済コーカスの創設を提案した。これは、アジア太平洋経済協力（APEC）とアジア全体における米国の影響力の増大に対抗することを目的としたものである。しかし、日米の強い反対により、この提案は失敗に終わった。その後もさらなる統合に向けた取り組みは続き、1997年にASEAN、中国、日本、韓国で構成されるASEAN+3が誕生した。
ASEAN+3は、ASEANと中国、韓国、日本の東アジア3か国との間の調整役として機能するフォーラムである。ASEAN10か国と東アジア3か国の政府首脳、閣僚、高官が協議を行い、課題は多岐にわたっている。ASEAN+３は、東南アジア・東アジア地域協力の最新の展開である。過去には、1970年の韓国の「アジア共同市場」の呼びかけや1988年の日本の「アジアネットワーク」の提案など、より緊密な地域協力をもたらすための提案がなされてきた。
最初の首脳会議は1996年と1997年に開催され、アジア欧州会合の問題に対処するために開催されたが、中国と日本はその後、それぞれASEAN加盟国との定期的な首脳会議を希望していた。このグループの意義と重要性は、アジア通貨危機によって強化された。この危機に対応して、ASEANは中国、韓国、日本と緊密に連携した。1999年のマニラサミットでの東アジア協力に関する共同声明の実施以降、ASEAN+3の財務大臣による定期的な協議が行われてきた。このような安定性の欠如がアジア金融危機の一因となっていたため、ASEAN+3は、チェンマイ・イニシアティブを立ち上げたことで、アジア金融危機の原因となったアジアの金融安定の基盤を形成したと評価されている。
また、1997 年の開始以来、ASEAN+3では、金融以外の分野にも、食料・エネルギー安全保障、金融協力、貿易円滑化、災害管理、人と人との交流、開発格差の縮小、農村開発と貧困削減、人身売買、労働移動、伝染病、環境と持続可能な開発、テロ対策を含む国境を越えた犯罪など、さまざまな分野に焦点を当ててきた。各国の協力をさらに強化する目的で、2010年10月29日にハノイで開催された第13回ASEAN+3サミットにおいて、東アジアビジョングループ（EAVG）IIが設立され、協力の棚卸し、見直し、将来の方向性を明確にした。
| 国旗 | 国   | 首都   | 面積 （km2） | 人口          | 密度 （/km2） | 一人当たりGDP （PPP） | 人間開発指数 | 通貨                 | 公用語                   | 指導者                     | 指導者                 |
| 国旗 | 国   | 首都   | 面積 （km2） | 人口          | 密度 （/km2） | 一人当たりGDP （PPP） | 人間開発指数 | 通貨                 | 公用語                   | 国家元首                   | 政府の長               |
| ---- | ---- | ------ | ------------ | ------------- | ------------- | --------------------- | ------------ | -------------------- | ------------------------ | -------------------------- | ---------------------- |
|      | 中国 | 北京   | 9,640,011    | 1,371,790,000 | 139.6         | 12,880                | 0.719        | 人民元 （CNY;¥）     | 普通話（中国語、簡体字） | 習近平国家主席（党総書記） | 李強国務院総理         |
|      | 日本 | 東京   | 377,873      | 126,865,000   | 337.6         | 37,390                | 0.890        | 日本円 （JPY;¥）     | 日本語                   | 徳仁天皇                   | 石破茂総理大臣         |
|      | 韓国 | ソウル | 100,140      | 51,448,183    | 493           | 35,277                | 0.891        | 韓国ウォン （KRW;₩） | 朝鮮語（韓国方言）       | 李在明大統領               | 李周浩国務総理権限代行 |

### ASEAN+6
ASEAN+3は、中国、日本、韓国の東アジア諸国と東南アジアの既存の関係を改善するためのさらなる統合の試みの最初のものであった。これに続いて、ASEAN+3、インド、オーストラリア、ニュージーランドを含むさらに大きな東アジアサミット（EAS）が開催された。このグループは、おそらく欧州共同体（現在の欧州連合）にならって作られた計画された東アジア共同体の前提条件として機能した。この政策の成功と失敗の可能性を研究するために「ASEAN Eminent Persons Group」が設立された。
このグループは、オーストラリア、ニュージーランド、インドとともにASEAN+6となり、アジア太平洋の経済、政治、安全保障、社会文化構造、世界経済の要となっている。これらの国々の関係の成文化は、ASEAN+6の16か国が交渉した自由貿易協定である「地域的な包括的経済連携協定（RCEP:Regional Comprehensive Economic Partnership）」の策定を通じて進展してきた。RCEPは、最終的に2021年11月にインドを除く15か国で署名された。RCEPは、一部では加盟国が現地産業を保護し、先進国加盟国の目標を遵守するための時間的余裕を与えることを可能にするものである。
台湾は、RCEPへの参加が認められていない。これは、中国の経済的・外交的影響力により、アジア太平洋地域への影響力が強いためとする見解がある。

### 加盟候補国・オブザーバー国
パプアニューギニア
 パプアニューギニアは、1975年の独立当初からASEANに関心を持っており、翌年の1976年からASEAN閣僚会議にオブザーバー（会議に出席はできるが議事への参加権や議決権がない）として参加し、1981年には特別オブザーバーの地位を得た。
1986年のASEAN閣僚会議で正式に加盟を申請し、現在まで加盟を希望している。
パプアニューギニアのASEAN加盟の障害となっているのは、その地理的な位置である。ASEAN本部のジャカルタからはミャンマー北部よりも離れていないが、東南アジアの外に位置しているため、加盟資格はないと考えられている。1976年にオブザーバー資格が与えられた際には、ニューギニア島の半分をインドネシアのパプア州と西パプア州が占め、残りの半分をパプアニューギニアが占めていることから、パプアニューギニアはASEAN加盟国と政治的・経済的に同じ地域を共有していることが認められ、地理的にもつながりがあるとされた。その後の1983年の決定により、加盟国は東南アジア諸国に限定された。
2015年にはASEAN関連の特使を任命し、ASEANの正加盟に向けた準備を進めている。
東ティモール
 東ティモールは、オブザーバー・ステータスの獲得、さらにはASEAN加盟も目標とし、2007年には東南アジア友好協力条約（TAC）にも参加済である。東ティモールが加盟すると、ASEANは東南アジアに首都を置く全11か国を迎えて地域共同体として完成するが、同国の独立はインドネシアとの紛争を経ており、インドネシアとの友好関係を重視する加盟諸国はこの動きを必ずしも歓迎していない。特にミャンマーは、自国の民主化運動家であるアウンサンスーチーが東ティモールを支持していることもあって反対を表明しており、シンガポールも東ティモール加盟には消極的とされている。また、独立後の東ティモールは国内情勢が不安定で、2006年から2012年まで国際連合による国際連合東ティモール統合ミッション（UNMIT）が続いていた点も問題とされていた。
これに対し、東ティモールのダコスタ外相は、2010年7月21日に行った時事通信などのインタビューで、同国は2012年までのASEAN加盟を目指しているとし、東ティモールは安定した民主国家であり、急速な経済発展を遂げていると述べ、加盟資格は十分あるとの認識を示した。また、ASEANの最高規範（加盟国が順守すべき基本原則としての民主主義、法の支配など）であるASEAN憲章の基準を満たすことはできると強調した。同年12月1日にはジョゼ・ラモス＝ホルタ大統領が2011年中のASEAN加盟決定に改めて意欲を示した。
2011年3月4日、ダコスタ外相は、ASEAN議長国インドネシアのジャカルタで同国マルティ外相に対しASEAN加盟を正式に申請した。マルティ外相は共同記者会見で「東ティモールの加盟を支持し、速やかにASEAN内で話し合う」「2015年までにASEANに迎え入れたい」と述べ、早ければ今月中にも外相レベルで協議を始める方針を示した。ダコスタ外相と3月3日に会談したインドネシアのユドヨノ大統領は東ティモールの加盟を全面的に支持すると表明。ほかの加盟国にも大きな異論はないが、手続き上の問題などから年内の加盟実現は困難とみられている。ダコスタ外相は「早期の加盟を望む」と語っており、ユドヨノ大統領と東ティモールのグスマン首相は22日に会談し、加盟問題などを協議する予定である。
東ティモールは加盟に積極的であり、アラウジョ首相は「我々は準備ができている」「ポルトガル語諸国共同体の議長国として多くの国際会議を主催した」として、早期加盟を目指す方針を示しているものの、2020年4月現在で加盟は実現していない。
2015年、東ティモールの駐マレーシア大使は、東ティモールが地域に位置していることとASEAN加盟国に大使館を開設していることの2つの大きな要件を満たしており、ASEAN加盟の準備ができていると述べた。2016年、インドネシアは東ティモールの安定性、治安、経済、文化に関する両国が実施した実現可能性調査が2016年末までに終了することから、東ティモールの加盟招致は2017年に実現できると発表していた。
2022年11月11日、ASEAN首脳会議は東ティモールを加盟国として承認することで原則合意、ハイレベル会合へのオブザーバーとしての参加も可能になることとなった。2023年の首脳会議までに、正式な加盟に向けた計画が作成される。
| 国旗 | 国                 | 資本             | 面積 （km2） | 人口      | 密度 （/km2） | 一人当たりGDP （PPP） | 人間開発指数 | 通貨                              | 公用語                       | 指導者                               | 指導者                 | 状態         |
| 国旗 | 国                 | 資本             | 面積 （km2） | 人口      | 密度 （/km2） | 一人当たりGDP （PPP） | 人間開発指数 | 通貨                              | 公用語                       | 国家元首                             | 政府の長               | 状態         |
| ---- | ------------------ | ---------------- | ------------ | --------- | ------------- | --------------------- | ------------ | --------------------------------- | ---------------------------- | ------------------------------------ | ---------------------- | ------------ |
|      | 東ティモール       | ディリ           | 14,874       | 1,231,116 | 76.2          | 4,928                 | 0.620        | 米ドル （USD; $）                 | テトゥン語とポルトガル語     | ジョゼ・ラモス＝ホルタ大統領         | シャナナ・グスマン首相 | オブザーバー |
|      | パプアニューギニア | ポートモレスビー | 462,840      | 7,400,000 | 14.5          | 2,399                 | 0.491        | パプアニューギニアキナ （PGK; K） | 英語、トクピシン、ヒリモツ語 | チャールズ3世 （総督：ボブ・ダダイ） | ジェームズ・マラペ首相 | オブザーバー |

### 加盟を希望する国
東南アジアの地理的限界から外れているにもかかわらず、多くの国がASEANの一員になることに関心を示していた。
バングラデシュ
ラオスは、バングラデシュのASEANでのオブザーバー資格取得を支援している。
フィジー
フィジーは、ASEANのオブザーバー資格を付与されることに関心を示している。2011年には、インドネシアのスシロ・バンバン・ユドヨノ大統領が、フィジーのボレーケ・バイニマラム提督に、インドネシアのASEAN議長国時代にこの要請を検討するよう働きかけたと報じられている。
スリランカ
スリランカは当初、1967年8月8日にASEANの創設メンバーとして招かれたが、ASEANは親欧米的であり、スリランカは非同盟政策をとっていたため、加盟には至らなかった。また、スリランカの2つの主要民族間の緊張による国内の不安定化を懸念するシンガポールからの反対もあった。その後、スリランカ国内からの関心が明らかになり、1981年にはASEANへの加盟を試みた。2007年には、スリランカは27か国のARF参加国の一つとなった。

### その他の国
オーストラリア
2018年2月、独立系シンクタンクのオーストラリア戦略政策研究所は、オーストラリアが2024年までにASEANへの加盟を求めるよう勧告した。2018年のフェアファックス・メディアのインタビューで、インドネシアのジョコ・ウィドド大統領は、オーストラリアが同組織に加盟すべきだと述べた。2016年には、オーストラリアのポール・キーティング元首相が、オーストラリアがASEANに加盟することを提案した。
モンゴル
2017年5月、フィリピンのロドリゴ・ドゥテルテ大統領は、モンゴルがASEANに加盟する意向を表明したと発言。そのうえで、ほかの加盟国にもモンゴルを加盟させるよう働きかけていくと述べた。
ニュージーランド
2018年2月、独立系シンクタンクのオーストラリア戦略政策研究所は、オーストラリアとニュージーランドが2024年までにASEANに加盟すべきだと勧告した。
パラオ
2019年6月、ジョンズ・ホプキンス大学の研究者は、パラオはASEANに有意義に参加する可能性があると提言した。そのうえで、米国はASEANのタイが議長国の間にパラオのオブザーバー資格を推し進めるようタイを説得すべきだと主張した。
トルコ
2017年5月、フィリピンのロドリゴ・ドゥテルテ大統領は、トルコがASEANへの参加を希望していると発言。そのうえで、ほかの加盟国の参加を後押しすると述べた。

## 経済

GDP PPPデータ（上位10か国・ブロック）を順不同で選定

ASEANは2015年末までに単一市場を確立するアセアン経済共同体（AEC）を創設することによる経済統合を模索した。1989年から2009年までの加盟国の平均経済成長率は3.8％～7％だった。これはAPECの平均成長率2.8％を上回った。1992年1月28日に設立されたASEAN自由貿易圏（AFTA）には、加盟国間の自由な商品の流れを促進するための共通効果特恵関税（CEPT）が含まれている。ASEANの加盟国は署名時には6か国のみであったが、新たな加盟国（ベトナム、ラオス、ベトナム）が加わった。新しい加盟国（ベトナム、ラオス、ミャンマー、カンボジア）は、AFTAの義務を完全に果たしていないが、ASEAN加盟時に署名を求められ、AFTAの関税引き下げ義務を果たすためのより長い時間枠が与えられたため、正式に協定の一部とみなされている。次のステップは、単一の市場と生産基盤、競争力のある経済地域、公平な経済発展の地域、世界経済に完全に統合された地域の実現である。ASEAN諸国は2007年以降、加盟国への輸入関税を段階的に引き下げ、2016年には輸入関税ゼロを目標としている。
ASEAN諸国には多くの経済圏（工業団地、エコ工業団地、経済特区、テクノロジーパーク、イノベーション地区）がある（2015年からの包括的なリストを参照）。2018年には、ASEAN加盟国のうち8か国が世界でもっとも優れた経済の一つとなっており、この地域の長期的な見通しはポジティブである。ASEANの事務局は、2030年までにこの地域団体が世界第4位の経済大国に成長すると予測している。

## 主な活動

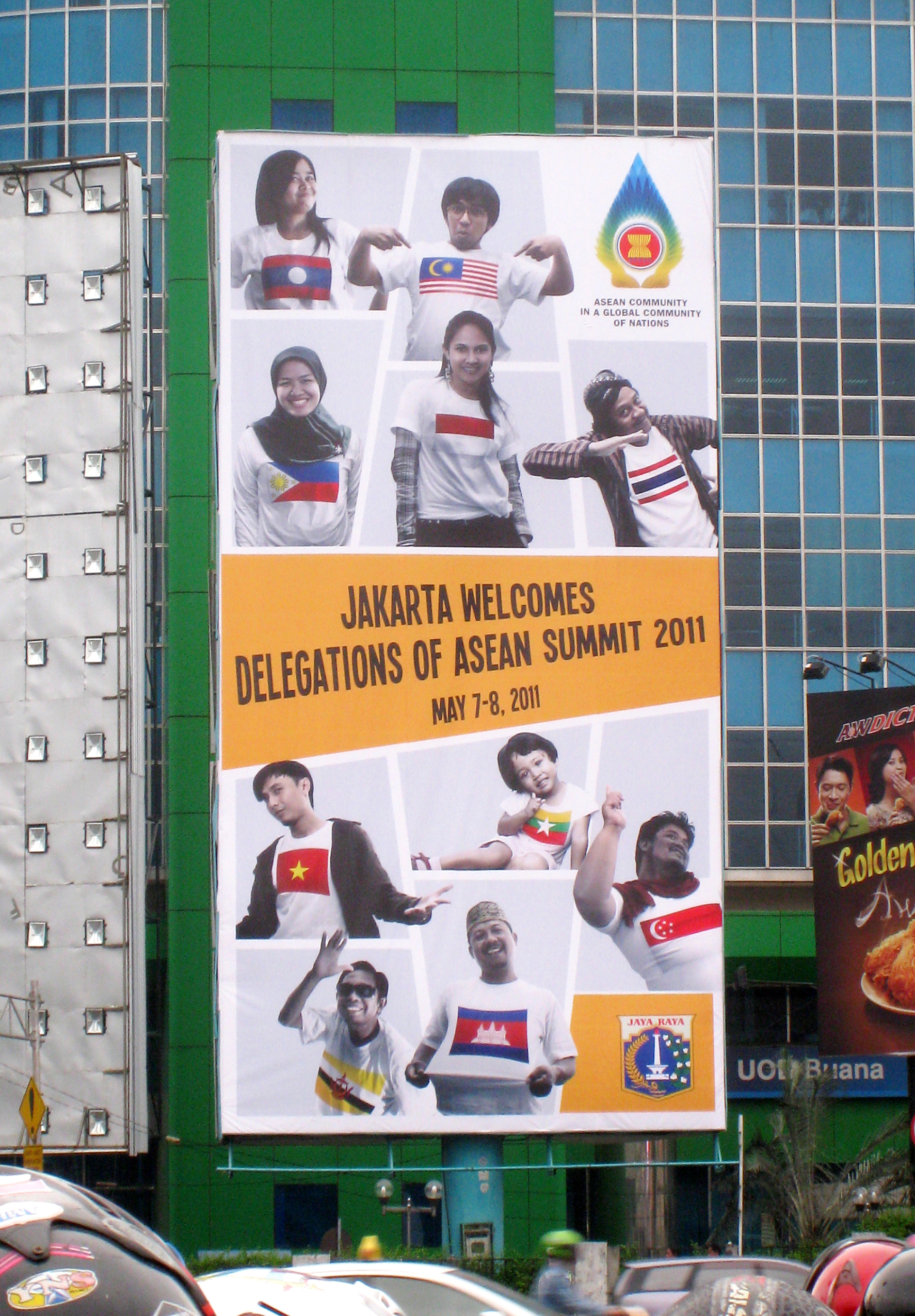
ASEANサミットを歓迎するジャカルタの看板（2011年）

ASEANの主な活動は設立当初は外相会議であった。バンコク宣言では外相会議を毎年開催することを定めている（定期閣僚会議）。第1回の外相会議はASEANの設立を宣言したバンコクにおける会合である。設立当初の目的は経済・社会分野での地域協力で、最高決定機関は年次外相会議であった。
1972年、1973年から欧州共同体（現・欧州連合）やオーストラリアとの域外対話を開始した。現在はこれに中華人民共和国、日本、ニュージーランド、カナダ、アメリカ合衆国、大韓民国、ロシア、インドを加えた10者が域外対話国・機構と呼ばれる。年次外相会議の直後に招かれた拡大外相会議を開催。
1975年以降は、外相会議とは別に、経済担当閣僚会議が年に1、2回開かれる。
1976年2月にバリ島でASEAN首脳が初めて一堂に会して『ASEAN協和宣言』が発表され、政治協力がASEANの地域協力の正式な一分野になった。ASEANサミットとも称されるこの会合は、当初は不定期開催であり、1992年のシンガポールにおける会合の時点で第4回目を数えるにとどまった。しかし、この第4回首脳会議において、3年毎の公式首脳会議とそれ以外の年の非公式首脳会議が開催されることが決定され（シンガポール宣言）、1995年以降毎年開催されている。さらに、公式・非公式の区別は2002年に入って廃止されることになった。
1976年2月に開かれた初の首脳会議において東南アジア友好協力条約が締結された。この条約への加盟国は2008年7月で25か国に上り、ユーラシア全体に拡大。

### 2005年
- 12月12日
  - 第11回首脳会議がマレーシアのクアラルンプールで開かれ（第9回ASEAN+3首脳会議および東アジアサミットもあわせて開催）、首脳宣言が発表された。『ASEAN憲章』の起草は、ASEAN加盟国の元首脳や有識者の賢人グループに委ねられ、翌年（2006年）中の制定をめざす。首脳宣言で確認した憲章の骨格には、民主主義の促進、核兵器の拒否、武力行使・威嚇の拒否、国際法の原則順守、内政不干渉などが含まれている。

### 2006年
2006年首脳会議の合い言葉は、「一つのビジョン、一つのアイデンティティー、一つの共同体」である。
- 5月9日
  - マレーシアの首都クアラルンプールで、ASEANとしては初の国防相会議を開いた。共同声明は、同会議の目的として
防衛・安全保障分野の対話と協力を通じての地域の平和と安定の促進
国防政策、脅威の認識、安全保障への挑戦に関する相互の信頼と理解の促進
2020年までのASEAN安全保障共同体（ASEAN Security Community: ASC）創設への貢献
などを確認した。
- 7月24日 - 28日
  - クアラルンプールで、東南アジア諸国連合（ASEAN）は外相会議、拡大外相会議、ASEAN地域フォーラム（ARF）を開催した。
- 7月24日
  - マレーシアのサイドハミド外相は、ASEAN常任委員会で、ASEAN憲章作成作業が順調に進んでいることを報告し、「ASEAN設立40周年を祝う2007年の首脳会議までに準備したい」と述べた。
- 8月24日
  - クアラルンプールで、ASEAN加盟国に日本、インド、オーストラリア、ニュージーランド、韓国、中国を加えた16か国による初の経済担当閣僚会議が開かれた。日本から参加16か国による自由貿易協定（FTA）構想が提案され、大筋で合意が得られた。

### 2007年
- 1月11日
  - フィリピン中部のセブで外相・経済相会議が開かれた。外相会議では
ミャンマーの民主化問題については、懸念を表明するとともに、アウンサンスーチーの早期解放を要求することで一致した。
北朝鮮の核問題では、朝鮮半島の非核化を求める方針を確認した。
  - 次いで13日に開催された首脳会談では
当初目的より5年前倒しし、2015年に「政治・安全保障」「社会・文化」での連携を深める、ASEAN安全保障共同体（ASEAN Security Community: ASC）、ASEAN経済共同体（ASEAN Economic Community: AEC）、ASEAN社会・文化共同体（ASEAN Social and Cultural Community: ASCC）の3つからなるASEAN共同体の設立を目指す採択を一致した。
ASEANの法的枠組みとして共同体の最高規範となる『ASEAN憲章』制定の必要を謳った。ただし「内政不干渉」「政治問題に関する決議の多数決か全会一致か」については、ミャンマーの反発などで合意に至らず、見送られた。
テロ容疑者の引渡し相互協力を定めた対テロ協力協定、移民労働者の権利保護に関する宣言を採択した。
- 11月21日
  - 『憲章』を制定。発効には全加盟国で批准されることが条件となる。

### 2008年
- 2月18日
  - マレーシアが『ASEAN憲章』の批准書に署名。1月に批准したシンガポールに続いて2か国目。
  - 20日までに、ラオスからの批准手続き書の提出を受け付けた。15日、事務局に批准を伝えたブルネイを含め、憲章批准国は4か国となった。
  - 非公式外相会合をシンガポールで開き、北朝鮮に東南アジア友好協力条約（TAC）への加盟を求めることで合意した。
- 3月6日
  - ベトナムが『ASEAN憲章』を批准し、批准国は5か国となった。
- 11月14日
  - タイのプミポン国王が国会の批准手続を受け、ASEAN憲章への批准を承認。これにより、憲章発効の要件であった10か国すべての批准が終わり、『ASEAN憲章』の2008年内の発効が確実になった。

### 2009年
- 4月9日
  - 財務相会合は、域内のインフラ整備のための「ASEANインフラ基金」創設について確認した。緊急時に外貨を融通し合う「チェンマイ・イニシアティブ」の多国間基金へのASEAN各国の拠出額で合意。インドネシア、マレーシア、シンガポール、タイが47億6,000万ドル、フィリピンが36億8,000万ドルを負担し、ベトナム、ラオスなど後発5か国は外貨準備の5%を拠出。基金は2月に1,200億ドル（約12兆円）への拡大が決まっており、うち80%は日本、中国、韓国が負担する。
- 4月10日
  - タイ中部のパタヤで一連の首脳会議が開かれた。カンボジアのフン・セン首相と、タイのアピシット首相はプレアビビア周辺の国境地域で繰り返し起きている両国軍同士の衝突について会談し、再発防止に努力することで一致した。
  - 外相会議で「政治・安全保障共同体」を協議、東南アジア友好協力条約（TAC）への加入のガイドラインを作成することを確認した。紛争解決メカニズム、域内の人権促進を図るための人権機構について意見交換。「非核地帯委員会」の進展などについて協議。首脳会議で採択される声明を承認した。
  - 10日正午ごろ、タイのアピシット首相の退陣を求めるタクシン元首相派の市民グループ1,000人以上が会場のホテル前に集合し、5時間以上にわたるデモを行った。その後、ASEAN首脳宛の要求書を渡し、撤退した。
  - ASEAN10か国、日本、韓国、中国の首脳会議。
- 4月11日
  - タクシン元首相の反政府デモ隊が会場となるホテルに乱入した。これにより、ASEAN議長国タイのアピシット首相は、首脳会議の中止を決定し、バタヤ一帯に非常事態宣言を一時発令した。
  - 日中、日韓、日中韓首脳会議は、会場が別のホテルであったため、予定通り行われた。日中会談では、北朝鮮のロケット発射問題で麻生首相は「国際社会が結束して強いメッセージを送る必要」を強調するのに対して、温首相は「北東アジアの平和と安定に目を向け六カ国協議と朝鮮半島の非核化過程を推進すべき」と指摘した。また、今月末の麻生太郎首相の訪中を歓迎した。
  - 各国首脳は11日午後帰国した。
  - 東アジア会議（ASEAN+3、オーストラリア、ニュージーランド、インドの16か国）は、第2回20か国・地域首脳会合（G20金融サミット）での合意を踏まえ、世界不況・金融危機対策などについて協議する予定であったが中止となった。
- 4月12日
  - ASEAN+3首脳会談も中止になった。なお一連の首脳会議は、6月13、14日にプーケットで開催する方向で調整が始まっていると5月4日発表された[60]。
- 5月3日
  - ASEAN+3財務相会合が、インドネシアのバリ島で開かれた。「チェンマイ・イニシアティブ」拡大に伴う資金総額1,200億ドル（約12兆円）のうち日本と中国が同額の384億ドル、韓国が192億ドルを拠出することで合意した。また、域内経済監視機構「サーベイランス・ユニット」の早期設立、「アジア債券市場育成イニシアチブ（ABMI）」の重要性の確認、新型インフルエンザの拡大が与える影響を見守ることで一致した。
- 7月19日
  - 外相会議がプーケットで開幕[61]。

### 2010年
- 1月14日
  - ベトナム中部のダナンで非公式外相会議、政治・安全保障共同体会議など一連の閣僚級会議を開き、2015年の共同体構想に向けた域内の「連結」や機構整備のためのルールを承認した[62]。
- 7月19日
  - ベトナムの首都ハノイで外相による政治・安全保障共同会議や同非公式夕食会が開催され、23日へと進展する一連の閣僚級会合が開かれた。今回は、16か国が参加する東アジアサミット（EAS）への米露の参加について協議し、両国の正式参加に同意する見通しである。アジア・太平洋地域の対話の輪がさらに広がった。

### 2011年
- 11月15日[63]
  - 外相会議を開催。
- 11月17日～19日[64][65][66]
  - 第19回東南アジア諸国連合関連首脳会議が、インドネシア・バリ島のヌサドゥアで開かれた。
  - 11月17日、ASEAN首脳会議では「グローバル共同体の中のASEAN共同体」をテーマに、2022年の共通外交政策づくりに向けた基礎固めを目指す「バリ宣言」を採択する予定。2014年のミャンマーの議長国承認の件はこの会議で決定される。
  - 11月18日、議長声明が発表された。ミャンマーを2014年のASEAN議長国として、原則的に承認した。インドネシアのマルティ外相は「後戻りのない」民主化を各国首脳が求めたと記者会見で述べた。このほか声明は南シナ海問題についてASEANと中国が法的拘束力のある「行動指針」の締結の必要性を再度強調している。また、「ASEAN海洋フォーラム」の拡大会合の開催に関心を示した。首脳会議は「バリ宣言」に署名した。
  - 11月18日、19日の両日にASEAN+3（日中韓）が開かれる。
  - 11月19日、米国とロシアが初めて参加する18か国による第6回東アジア首脳会議（EAS）は、政治、安保分野の協力に重点を置いた「互恵関連規則原則の宣言」を採択する。南シナ海紛争が焦点の一つになる見通しである。

### 2015年
- 11月19日~11月21日、マレーシアのクアラルンプールで第27回ASEAN首脳会議開催。
- 11月22日、クアラルンプールで加盟国連合首脳がASEAN経済共同体（AEC）発足に関する首脳宣言に署名し、同年12月31日にAECが発足。

### 2017年
- 8月8日、フィリピンのマニラで結成50周年の記念式典を開催。記念品として竹製の腕時計が配布された[67]。

### 2018年
- 1月5日、ジャカルタの現事務局本部隣接地で、新しい本部建物の起工式。2019年完成予定[68]。

### 2019年
- 9月2日、アメリカ軍と初の合同軍事演習をタイ東部で開始[69]。

### 2020年
- 2020年11月15日、2021年ASEAN首脳会議にあわせ、RCEPの第4回首脳会議がテレビ会議で開催され、その席上で地域的な包括的経済連携協定の署名式が行われた[70][71]。

### 2021年
- 2021年10月26日、ASEAN首脳会議がテレビ会議で開催されたが、同年2月に軍事クーデターが発生したミャンマーの軍政トップは招かれず、ミャンマー抜きで会議が行われるという異例の事態となった[72]。

## 対外関係

### 日本
ASEANの発足当初から日本は緊密な関係を維持し、1970年代より頻繁に首脳、外相レベル会談を行ってきている。1974年に田中角栄首相が東南アジアを歴訪した際には、日本の経済進出に反発する現地住民からの反対デモが発生した（マラリ事件）が、それ以後も両地域の関係はおおむね順調に推移した。当時の日本にとって東南アジアは、インドネシアの石油、マレーシアの天然ゴムなどの原料供給地として重要であり、さらに低賃金で良質な労働力を得られるタイやマレーシアなどは日本の製造業が海外進出をする際の有力な相手国となった。また、アメリカへの従属度が高い日本外交にとって東南アジアはその独自性を発揮できる数少ない場で、1978年の福田ドクトリンなどが発表された。ASEAN側にとっても、地域内での覇権を求めず経済面での利益を追求する日本の進出は経済発展に好都合で、両者の関係はさらに深化した。
1981年には日本とASEAN諸国の間で「東南アジア諸国連合貿易投資観光促進センター設立協定」を結び、日本アセアンセンターが設立された。これは貿易の振興、日本からASEAN諸国への投資と観光客の増大を目標としたものである。ほかにASEAN文化基金、日・ASEAN総合交流基金、日・ASEAN学術交流基金などの各種基金が存在している。2010年からは日本国内でのASEAN諸国への理解を深めるためとして「ASEAN検定」が開始され、日本アセアンセンターなどの後援を得て、リクルート社内に設けられた事務局によってタイ・ベトナム・インドネシア3か国についての試験が行われている。
1997年からはASEAN首脳会議の拡大版として日本・中国・韓国の3か国首脳も集まるASEAN+3が開催され、東アジアの長期安定・発展を担ううえで重要な存在となっている。
2003年は日本ASEAN交流年とされた。記念切手の発行や人的交流、文化紹介の催しなど交流年を記念したイベントの開催や事業の実施が日本、ASEAN諸国各国で見られた。12月11日、12日には日本が各国首脳を招いて日・ASEAN特別首脳会議を開催した。また、2008年には当時の福田康夫総理は福田ドクトリンを継承する立場からASEAN共同体支持とASEAN大使および代表部の設置を打ち出し、日本・ASEAN包括的経済連携協定を締結して2002年発効の日本・シンガポール新時代経済連携協定による経済連携協定（EPA）をASEAN全域へ拡大するステップとなった。しかし、ASEAN全体と日本の自由貿易協定（FTA）交渉は、投資およびサービス分野についての妥結が遅れ、2010年に成立した中国-ASEAN間の自由貿易協定（ACFTA）が先行することになった。これにより、日本が構想する東アジアEPAの成立も停滞し、中国の提唱していた東アジア自由貿易圏と統合したかたちでASEAN+6（日本、韓国、中国、オーストラリア、ニュージーランド、インド）の枠組みで交渉され、2020年11月に、インドを除く15か国で地域的な包括的経済連携協定として署名された。現在は各国での国内手続き中であり、2021年末から2022年にかけての発効が見込まれている。
2012年12月28日に発足した第2次安倍内閣は、価値観外交の基本方針下で、経済や安全保障での存在感が高まるASEANを重視。就任後1か月以内に、安倍晋三総理の初外遊先となったベトナムに続いてタイ、インドネシアの訪問、民政移管を進めるミャンマーへの麻生太郎副総理の訪問など、閣僚がASEAN主要国を次々と訪問した。自由、民主主義、基本的人権、法の支配など普遍的価値の実現と経済連携ネットワークを通じた繁栄を目指し、日本はASEANの対等なパートナーとしてともに歩んでいく旨のメッセージを各国首脳に伝達したうえ、2013年1月18日には、訪問先のインドネシアにおいて、以下の対ASEAN外交5原則を発表した。
- 自由、民主主義、基本的人権等の普遍的価値の定着および拡大に向けて、ASEAN諸国とともに努力していく。
- 「力」でなく「法」が支配する、自由で開かれた海洋は「公共財」であり、これをASEAN諸国とともに全力で守る。米国のアジア重視を歓迎する。
- さまざまな経済連携のネットワークを通じて、モノ、カネ、ヒト、サービスなど貿易および投資の流れをいっそう進め、日本経済の再生につなげ、ASEAN諸国とともに繁栄する。
- アジアの多様な文化、伝統をともに守り、育てていく。
- 未来を担う若い世代の交流をさらに活発に行い、相互理解を促進する。

日本がASEANとの価値観外交を進めるにあたっては、港や道路などハードのインフラストラクチャー整備だけでなく、投資環境整備にもつながる法整備支援や、人材育成といったソフトのインフラ整備への協力を、日本の役割として位置づけることが重要と指摘されている。
日本・ASEAN包括的経済連携協定において、継続して協議することされた投資およびサービス分野については、2010年10月に交渉が開始され、2015年11月の日・ASEAN首脳会議にてサービス交渉の終了を確認、2016年9月の日・ASEAN首脳会議にて投資交渉の終了を確認し、実質合意がされた。その後、投資章・サービス章を組み込む改正議定書につき調整が行われ、2019年は2月27日に東京で日本が、2019年3月2日（カンボジア・シェムリアップ）および2019年4月24日（ベトナム・ハノイ）のいずれかでASEAN構成国が、包括的な経済上の連携に関する日本国および東南アジア諸国連合構成国の間の協定を改正する第一議定書（英語：he First Protocol to Amend the Agreement on Comprehensive Economic Partnership among Japan and Member States of the Association of Southeast Asian Nations）に署名した。改正議定書は2020年8月1日に、日本、タイ、シンガポール、ラオス、ミャンマー、ベトナムについて発効した。ブルネイは、8月21日に国内手続きの完了を通告したため、ブルネイについては2020年10月1日から、改正議定書が発効した。カンボジアは、2020年12月14日に国内手続きの完了を通告したため、カンボジアについては2021年2月1日から、改正議定書が発効した。フィリピンは、20210年3月12日に国内手続きの完了を通告したため、フィリピンについては2021年5月1日から、改正議定書が発効する。ほかのASEAN構成国（インドネシアおよびマレーシア）については、それぞれの国が国内手続きの完了の通告を行った日の属する月の後2番目の月の初日（たとえば、7月25日に通告を行った場合は、9月1日）に効力を生ずる。
ASEAN諸国とは基本的に友好関係を構築しており、タイ、フィリピン、マレーシアなど経済的にも文化的にも関係が深く、互いの国民に対する感情もよいとされる。2014年に外務省がASEAN諸国（1か国約300名）に世論調査（Ipsos香港社に調査依頼）をしたところ、ASEAN諸国は日本を高評価しており、「もっとも信頼できる国」として日本はトップ（日本33%、アメリカ16%、中国5%、韓国2%）であった。2014年にピュー・リサーチ・センターが44か国の4万8,643人を対象に実施した調査によると、日本への好感度は、全調査対象国のうち、マレーシア、フィリピン、タイ、ベトナムなどのASEAN諸国において高い傾向であることがわかった。さらに、2016年に外務省がASEAN諸国（1か国約300名）に世論調査（Ipsos香港社に調査依頼）をしたところ、全般的に、ASEAN諸国の中でもインドネシア、フィリピン、ベトナム、マレーシア、タイの5か国の国民は、自国と日本との関係について、かなり好意的であることがわかった。
2021年にシンガポールのシンクタンクであるISEASユソフ・イサーク研究所がASEAN諸国を対象に実施した調査によると、日本は「もっとも信頼できる強大国」（67.1%）「もっとも好きな旅行先」（30.2%）で1位に選ばれており、ISEASユソフ・イサーク研究所は、「米中の対立でASEANが直面している潜在的リーダーシップの空白を、ソフト・パワーの強い日本は埋めることができる」と評している。

### 欧州連合
独立を維持したタイを除くASEAN諸国はいずれも現在の欧州連合（EU）加盟国の植民地となり、経済・文化面でも大きな影響を受けた。第二次世界大戦による日本軍の占領は各地での独立運動を活性化して戦後の独立につながり、特にインドネシアは独立戦争後もオランダ領ニューギニア（イリアンジャヤ）や東ティモールへの侵攻を行い、民族自決権の損害と侵害とこれを非難する西ヨーロッパ諸国との対立が生じていた。
しかし、ASEAN諸国が資本主義経済の維持と発展をめざし、西欧諸国との関係が安定すると、欧州経済共同体 （EEC、EUの前身）とASEANは、1972年に初めて対話を行い、ASEANにとっての初めての対話国となった。以降、外相・閣僚レベルの会談を行い、1980年には協力協定を結んだ。この流れは1990年代に入っても続き、1996年には第1回のアジア欧州会合（ASEM）が実現し、以後も2年ごとの開催が続いている。
1997年の合同協力委員会は、同年7月にASEANに加盟したミャンマーの取り扱いで意見の相違が生じ、1999年5月まで延期された。この会合では、政治および安全保障、経済、開発、環境、エネルギーの分野での協力関係を作る「作業計画」が採択された。
2007年11月21日には公式関係30周年を記念して、初の首脳会議がシンガポールで行われた。

### アメリカ合衆国
元来、ASEANが軍事同盟の東南アジア条約機構（SEATO）を補強する役割を担っていたように、加盟諸国とアメリカは強い関係を保っていた。1975年のベトナム戦争終結により1977年にSEATOが解散しても両者の協力関係は変わらず、ASEANは資本主義諸国を束ねる国際政治システムの事実上の一部として機能していた。冷戦の終了によりASEANから反共政治同盟の色彩が薄まり、ベトナムが加盟してもアメリカはASEAN諸国との友好関係を維持し、現在でもASEAN諸国（東南アジア）はアメリカにとって重要な市場かつ原料供給地である。また、中国による南沙諸島（スプラトリー諸島）支配などの南シナ海進出に対しては、これに反発し警戒するASEAN諸国の立場をアメリカが支持している。
しかし、マレーシアのマハティール・ビン・モハマド政権が「ルックイースト政策」でアメリカではなく日本を経済発展のモデルとし、国民車構想で自動車産業の自立を進めるなど、経済面ではASEANとアメリカとの間にさざ波が立つことがある。アジア全体の経済や国際世論をリードしようとするASEANの狙いは1996年にASEM開催として結実したが、自国抜きで多国間協調が深化する構図に対してアメリカは警戒感を隠さず、東アジア共同体提唱に対するアメリカの反発などにつながっている。
2020年にシンガポールのシンクタンクであるISEASユソフ・イサーク研究所がASEAN諸国の政府高官、学者、専門家など1,300人を対象に実施した調査によると、ASEAN諸国で一番政治力を持つのはアメリカと回答した人は2019年の31%から2020年には27%に減少し、全体の約75%は、オバマ政権に比べトランプ政権でASEAN諸国への関与が低下したとの見解を示した。

### 中華人民共和国
ASEAN発足時の中華人民共和国（中国）は文化大革命の最中で、毛沢東主義による社会主義革命の輸出を熱心に唱えていた。また、ASEAN諸国の多くでは少数派の中国系住民（華人）が経済の実権を握り、国家指導者を輩出する原住民との関係が微妙だったうえ、過去には華人中心のマラヤ共産党による武装闘争やインドネシアの9月30日事件もあったため、ASEAN諸国政府が持つ中国への警戒感が非常に強かった。ニクソン大統領の中国訪問から西側と関係強化していた中国は、1970年代末から改革開放路線へと転じ、東南アジア諸国との外交・経済関係を重視するようになった。カンボジア内戦では、中国とASEAN諸国（特にタイ）の支持を受けたクメール・ルージュ（ポル・ポト派）やシアヌーク派（王党派）などが協力した民主カンプチア三派連合政府が成立した。
1990年に中国がシンガポールとの国交を樹立し、インドネシアとも国交を回復すると、中国とASEANはより接近した。1997年にはASEAN+3の一員となる。カンボジア和平合意により紛争が終結し、中国の改革開放政策の定着が不動のものになると、東南アジアの華人資本は中国への投資を拡大し、中国産の衣料品や電化製品がASEANへ大量に輸出されるようになった。2002年には中国とASEANが自由貿易区創設で合意して、2010年に両者間の自由貿易協定（ACFTA）が発効した。メコン川流域の総合開発計画でも両者は1996年に協力会議を設立し、この分野でも中国からのASEAN接近が、特にラオスなどで顕著である。このような制度整備により、経済関係は拡大の一途をたどっている。
政治面ではASEAN諸国の対中警戒心が解けていない。特に南シナ海中央部の南沙諸島（スプラトリー諸島）や同海北部の西沙諸島（パラセル諸島）の領有権を中国とベトナム、フィリピンなどが争い、中国人民解放軍海軍が両諸島に基地を設けていること（「南沙諸島海域における中華人民共和国の人工島建設」参照）はASEAN諸国から問題とされ、不安定要因になっている。
2020年にシンガポールのシンクタンクであるISEASユソフ・イサーク研究所がASEAN諸国の政府高官、学者、専門家など1,300人を対象に実施した調査によると、ASEAN諸国では中国の政治・経済的影響力への警戒感が広がっており、中国に不信感があるという割合は、2019年の52%弱から2020年には60%強に上昇し、また40%近くが「中国は現状の秩序を打ち壊そうとする勢力で、東南アジアを自らの影響圏に入れようとしている」との認識を示した。ISEASユソフ・イサーク研究所は、「中国の著しい、そしてなお増大し続けている影響力に対する地域の懸念は、中国による強大なパワーの使い方に不透明感があるからだ」として、中国の台頭が平和的ではないとの懸念を高めていると指摘しており、特に中国に対する不信感は、南シナ海問題で中国と争っているベトナムとフィリピンで際立っている。しかし、それでもASEAN諸国にもっとも影響する経済国として中国を選択した人は全体の約80%であり、中国がもっとも重大な政治・戦略的大国だという回答も全体の約52%だった。

### 大韓民国
2021年、シンガポールのシンクタンクであるISEASユソフ・イサーク研究所がASEAN諸国を対象に実施した調査によると、ASEAN諸国における韓国の経済的、政治的影響力は、どちらも1%未満（経済的影響力が0.6%、政治的影響力が0.3%）であり、「新型コロナウイルス感染症問題を支援する対話パートナー」「米中対立の中におけるASEAN諸国のパートナー」「もっとも好きな旅行先」の調査では、韓国との回答はそれぞれ5.4%、3.2%、4.7%だった。これを受けて韓国紙『韓国日報』は、「ASEAN諸国における韓国の影響力は1%にも満たない」「ASEAN諸国における韓国の地位は微々として振るわない」と評している。

### 台湾
台湾はASEAN発足当時にはマレーシアを除く加盟諸国との外交関係を持っていたが、1990年以降は消滅している。しかし、非公式な外交関係や幅広い経済協力は続いている。中でもシンガポールとは1975年に締結した「星光計画」が依然として有効で、シンガポール軍は台湾での軍事演習を続け、中国による武力侵攻の場合にはシンガポールが支援する取り決めがあるとも言われている（ただし、リー・クアンユーは台湾に武力侵攻の場合は中国は2週間先に事前通告するよう要求している）。なお、台湾も南沙・西沙諸島の領有権を主張し、南沙諸島の太平島には軍事基地を設けている。